# شهرستان مکینتاش (جورجیا)
شهرستان مک‌اینتاش، جورجیا (به انگلیسی: McIntosh County, Georgia) یک سکونتگاه مسکونی در ایالات متحده آمریکا است که در جورجیا واقع شده‌است.